# هاید، جکیل و من
هاید، جکیل و من (به انگلیسی: Hyde,Jekyll And Me) و (به هانگول: 하이드 지킬, 나) J مجموعه تلویزیونی کره جنوبی در سال ۲۰۱۵ با بازی بازیگران معروفی همچون هیون بین و هان جی مین است. این مجموعه از شبکه سیستم پخش سئول (اس بی اس) کره جنوبی در روزهای چهارشنبه و پنجشنبه در ساعت ۲۱:۵۵ در ژانویه ۲۰۱۵ در ۲۰ قسمت پخش شد.
این سریال برگرفته از کتابی با نام مورد غیرعادی دکتر جکیل و آقای هاید است.

## بازیگران
| بازیگر     | نقش                  |
| ---------- | -------------------- |
| هیون بین   | گو سئو جین/روبین     |
| هان جی مین | جانگ هانا            |
| سونگ جون   | یون ته جو/لی سو هیون |